# Ikoma (Schiff)
Die Ikoma (japanisch 生駒) war ein Panzerkreuzer der Kaiserlich Japanischen Marine und das zweite Schiff der Tsukuba-Klasse, die beide in der ersten Dekade des 20. Jahrhunderts gebaut wurden. Der Berg Ikoma (生駒山 Ikoma-yama), der sich an der Grenze zwischen der Präfektur Nara und der Präfektur Osaka in Japan befindet, war der Namensgeber.

## Hintergrund
Kurz nach Ausbruch des Russisch-Japanischen Krieges im Februar 1904 wurde vom japanische Parlament (国会議事堂 – Kokkai gijidō) ein Sonderhaushalt in Höhe von 48.465.631 Yen genehmigt. Damit sollte unter anderem auch eine Aufrüstung der Flotte neben kleineren Schiffen auch mit zwei Schlachtschiffen und vier Panzerkreuzern finanziert werden. Nach dem Verlust der beiden Schlachtschiffe Yashima und Hatsuse auf Minen vor Port Arthur am 15. Mai 1904, wurden die beiden Schiffe der Tsukuba-Klasse Anfang Juni 1904 bestellt.
Die Ikoma und ihr Schwesterschiff Tsukuba wurden, weil sie als Ersatz für zwei gesunkene Schiffe geplant waren, in relativ kurzer Zeit entworfen, gebaut und fertiggestellt. Sie waren die ersten Großkampfschiffe, die in Japan entworfen und auf einer japanischen Werft gebaut wurden. Das und die noch mangelnde Erfahrung japanischer Werften mit dem Bau so großer Schiffe hatte zur Folge, dass beide Schiffe der Klasse unter zahlreichen technischen und entwurfsbedingten Problemen litten, darunter Festigkeit des Rumpfes und die Stabilität.

## Entwurf

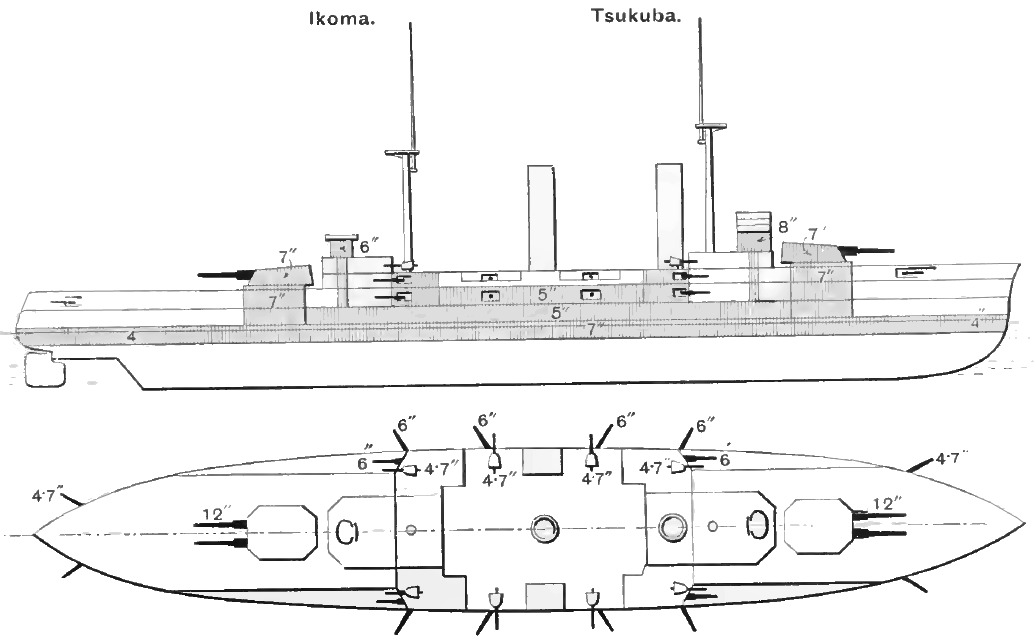
Zeichnung der Tsukuba und Ikoma aus Brassey's Naval Annual 1915

Die Tsukuba-Klasse war, abgesehen von der schweren Bewaffnung, ein konventioneller Entwurf eines Panzerkreuzers. Sie trug vier 30,5-cm-Geschütze mit der Kaliberlänge 45 (= 13,725 m) in zwei Doppeltürmen vorn und achtern. Damit hatte sie eine größere Schussweite als die japanischen Schlachtschiffe bei gleichem Kaliber mit einer Kaliberlänge von 40 (= 12,200 m). Die Ikoma und die Tsukuba waren die ersten japanischen Schiffe, die sowohl mit Kohle als auch mit Öl angetrieben werden konnten, wobei das Öl wegen der höheren Energieausbeute auf die Kohlen gesprüht wurde.
Nach der Fertigstellung der Tsukuba und der Ikoma waren sie eine neue Schiffsklasse, denn sie deklassierten sämtliche Panzerkreuzer der anderen Marinen. Aber obgleich sie hinsichtlich der Bewaffnung, der Wasserverdrängung und der Geschwindigkeit als Einheitslinienschiff bezeichnet konnten, war die Panzerung vergleichsweise schwach und entsprach eher der eines Panzerkreuzers jener Zeit. Zudem war die Höchstgeschwindigkeit von 20,5 kn relativ niedrig; so lag denn die Höchstfahrt vergleichbarer britischer oder deutscher Kreuzerbauten um rund 3 bis 4 kn höher. Infolgedessen war die Ikoma, trotz der schweren Bewaffnung, weder für den Einsatz als Schlachtschiff, da die Panzerung hierfür als zu unzureichend angesehen werden muss, noch für die Rolle als Panzerkreuzer, besonders bezüglich der niedrigen Höchstgeschwindigkeit und der Festigkeitsprobleme, richtig geeignet. Mit dem Aufkommen der damals neuartigen Schlachtkreuzer der Invincible-Klasse etwa ab 1908 war das Konzept der Tsukuba-Klasse, wie auch das aller anderen Panzerkreuzer veraltet, weil sie den 'echten' Schlachtkreuzern in allen Beziehungen unterlegen waren. Trotzdem wurde die Ikoma, wie auch ihr Schwesterschiff Tsukuba am 28. August 1912 als Schlachtkreuzer reklassifiziert.

## Dienstzeit
Die Ikoma wurde am 15. März 1905 auf Kiel gelegt, der Stapellauf fand am 9. April 1906, also erst nach Beendigung des Russisch-Japanischen Krieges, statt und am 24. März 1908 wurde die Ikoma auf der Marinewerft Kure mit Kapitän Egarashi Yasutaro (江頭 安太郎) ihrem Ausrüstungsoffizier und erstem Kommandanten in Dienst gestellt.
Kurz nach der Inbetriebnahme in Kure begleitete die Ikoma die Great White Fleet der US Marine auf ihrer Rund-um-die-Welt Tour im Oktober 1908 durch die japanischen Gewässer.
Im Jahre 1910 machte die Ikoma eine Reise nach Argentinien und an der dortigen Hundertjahrfeier der Unabhängigkeit teilzunehmen. Von Buenos Aires führt sie über den Atlantik nach London und besuchte danach noch andere Hafenstädte in Europa. Über den Indischen Ozean kehrte sie nach Japan zurück, was ihre Weltumrundung komplett machte.
Im September 1914, während des Ersten Weltkriegs, nahm die Ikoma an der Blockade des Hafens von Tsingtau im deutschen Pachtgebiet Kiautschou während der Belagerung von Tsingtau als Teil der Streitkräfte der Entente teil. Nach dem Fall der Stadt im November 1914 wurde die Ikoma bis zum 17. Januar 1915 zum Schutz der britischen Kolonien und dem Schiffsverkehr im Südpazifik vor deutschen Kreuzern und Hilfskreuzern eingesetzt.
Am 4. Dezember 1915 nahm die Ikoma an einer Flottenschau vor Yokohama teil, die auch vom Tennō Taishō besucht wurde und an der 124 Schiffe beteiligt waren. Eine ähnliche Schau wurde am 25. Oktober 1916 wieder vor Yokohama abgehalten. 1916 und 1917 verblieb die Ikoma in den japanischen Heimatgewässern.
Im September 1923 wurde die Ikoma dann ein Opfer des Washingtoner Flottenabkommens von 1922 und wurde auf der Werft Mitsubishi Zōsensho in Nagasaki im Rahmen dieses Abkommens verschrottet. Von der Schiffsliste wurde sie am 20. September 1923 gestrichen.